# La grande avventura continua
La grande avventura continua (titolo originale: The Further Adventures of the Wilderness Family) è un film del 1978 diretto da Frank Zuniga, con Robert Logan, George Buck Fiore e Susan Damante-Shaw.
È il sequel de La grande avventura. A differenza del primo film, Heather Rattray ora interpreta il ruolo di Jenny. Barry Williams, canta alcune delle canzoni nella colonna sonora di questo film. Il film è stato girato in Colorado. Il terzo film di questa serie, Mountain Family Robinson, è uscito nel 1979.

## Trama
In questo sequel, i Robinson continuano la loro rilassante vita in montagna. Molte avventure li aspettano all'insegna dell'inverno feroce che sta per arrivare. Pat lotterà con un forte un attacco di polmonite a causa del freddo, i lupi attaccheranno la casa, Toby e Jenny troveranno un rifugio sotto la neve e molte altre avventure. La fauna selvatica continua ad essere minacciosa e pericolosa, ma la maggior parte delle creature del bosco sono un senso di conforto per i Robinson. Il loro coraggio e la volontà di sopravvivere, insieme con un ambiente mozzafiato, aiutano a rendere la famiglia felice nella loro casa di montagna.